# Lista siturilor arheologice din județul Covasna - C
Lista siturilor arheologice din județul Covasna - C conține toate siturile arheologice din județul Covasna înscrise în Repertoriul Arheologic Național (RAN) și aflate în localități al căror nume începe cu litera C. RAN este administrat de Ministerul Culturii și Patrimoniului Național și cuprinde date științifice, cartografice, topografice, imagini și planuri, precum și orice alte informații privitoare la zonele cu potențial arheologic, studiate sau nu, încă existente sau dispărute.
Puteți căuta un sit din localitățile care încep cu litera C folosind formularul de mai jos sau puteți naviga prin toate siturile din județ la Lista siturilor arheologice din județul Covasna.
| Cod RAN                                  | Denumire | Localitate                               | Adresă                    | Datare                               | Descoperit | Coordonate                                      | Imagine           | Erori            |
| ---------------------------------------- | --- | ---------------------------------------- | ------------------------- | ------------------------------------ | ---------- | ----------------------------------------------- | ----------------- | ---------------- |
| 63410.03.01                              | Conacul Székely-Potsa de la Chilieni / ansamblu anonim (Categorie: construcție) (Tip: Conac)                                                       | sat Chilieni, municipiul Sfântu Gheorghe | Chilieni nr.165           | sec.XVII - XIX                       |            |                                                 | Încărcați imagine | Raportați eroare |
| 63535.01.01 (Cod LMI: CV-I-s-A-13058)    | Situl arheologic de la Covasna - "Cetatea Zânelor" / ansamblu anonim (Categorie: locuire civilă) (Tip: Așezare)                                    | oraș Covasna                             | Cetatea Zânelor           |                                      | 1942       | 45°49′41″N 26°13′31″E / 45.82816°N 26.22519°E   | Încărcați imagine | Raportați eroare |
| 63535.01.02 (Cod LMI: CV-I-s-A-13058)    | Situl arheologic de la Covasna - "Cetatea Zânelor" / ansamblu anonim (Categorie: locuire civilă) (Tip: Așezare fortificată)                        | oraș Covasna                             | Cetatea Zânelor           |                                      | 1942       | 45°49′41″N 26°13′31″E / 45.82816°N 26.22519°E   | Încărcați imagine | Raportați eroare |
| 63535.01.03 (Cod LMI: CV-I-s-A-13058)    | Situl arheologic de la Covasna - "Cetatea Zânelor" / ansamblu Cetatea dacică (Categorie: locuire civilă) (Tip: Cetate)                             | oraș Covasna                             | Cetatea Zânelor           | geto-dacică sec.II î.Chr.-I p.Chr.   | 1942       | 45°49′41″N 26°13′31″E / 45.82816°N 26.22519°E   | Încărcați imagine | Raportați eroare |
| 63535.01.04 (Cod LMI: CV-I-s-A-13058)    | Situl arheologic de la Covasna - "Cetatea Zânelor" / ansamblu anonim (Categorie: locuire civilă) (Tip: Așezare)                                    | oraș Covasna                             | Cetatea Zânelor           |                                      | 1942       | 45°49′41″N 26°13′31″E / 45.82816°N 26.22519°E   | Încărcați imagine | Raportați eroare |
| 64844.01.01 (Cod LMI: CV-I-m-A-13083.02) | Situl arheologic de la Cașinu Mic - "Muchia Cetății" / ansamblu anonim (Categorie: locuire) (Tip: Așezare)                                         | sat Cașinu Mic, comuna Sânzieni          | Muchia Cetății            | Wietenberg                           |            |                                                 | Încărcați imagine | Raportați eroare |
| 64844.01.02 (Cod LMI: CV-I-m-A-13083.01) | Situl arheologic de la Cașinu Mic - "Muchia Cetății" / ansamblu anonim (Categorie: locuire) (Tip: Așezare fortificată)                             | sat Cașinu Mic, comuna Sânzieni          | Muchia Cetății            | geto-dacică                          |            |                                                 | Încărcați imagine | Raportați eroare |
| 64201.01.01 (Cod LMI: CV-I-m-A-13053.04) | Situl arheologicde la Cernat - "Dealul de Aur" / ansamblu anonim (Categorie: locuire civilă) (Tip: Așezare)                                        | sat Cernat, comuna Cernat                | Dealul de Aur             | Starčevo - Criș                      | 1961       |                                                 | Încărcați imagine | Raportați eroare |
| 64201.01.02 (Cod LMI: CV-I-m-A-13053.03) | Situl arheologicde la Cernat - "Dealul de Aur" / ansamblu anonim (Categorie: locuire civilă) (Tip: Așezare)                                        | sat Cernat, comuna Cernat                | Dealul de Aur             |                                      | 1961       |                                                 | Încărcați imagine | Raportați eroare |
| 64201.01.03 (Cod LMI: CV-I-m-A-13053.02) | Situl arheologicde la Cernat - "Dealul de Aur" / ansamblu anonim (Categorie: locuire civilă) (Tip: Așezare)                                        | sat Cernat, comuna Cernat                | Dealul de Aur             | geto-dacică                          | 1961       |                                                 | Încărcați imagine | Raportați eroare |
| 64201.01.04 (Cod LMI: CV-I-m-A-13053.01) | Situl arheologicde la Cernat - "Dealul de Aur" / ansamblu anonim (Categorie: locuire civilă) (Tip: Așezare)                                        | sat Cernat, comuna Cernat                | Dealul de Aur             | sec. V - VI                          | 1961       |                                                 | Încărcați imagine | Raportați eroare |
| 64201.01.05 (Cod LMI: CV-I-s-A-13053)    | Situl arheologicde la Cernat - "Dealul de Aur" / ansamblu anonim (Categorie: locuire civilă) (Tip: Necropolă)                                      | sat Cernat, comuna Cernat                | Dealul de Aur             | Starčevo - Criș - IVA-IVB            | 1961       |                                                 | Încărcați imagine | Raportați eroare |
| 64201.02.01 (Cod LMI: CV-I-s-B-13054)    | Așezarea Latene de la Cernat - "Câmpul lui Béla" / ansamblu anonim (Categorie: locuire civilă) (Tip: Așezare)                                      | sat Cernat, comuna Cernat                | Câmpul lui Béla           | geto-dacică sec.I î.Chr - I d.Chr.   | 1975       |                                                 | Încărcați imagine | Raportați eroare |
| 64201.03.01 (Cod LMI: CV-I-s-A-13055)    | Biserica medievală de la Cernat - "Grădina Sfântă" / ansamblu Ruinele Bisericii Romanice (Categorie: structură de cult/religioasă) (Tip: Biserică) | sat Cernat, comuna Cernat                | Grădina Sfântă            | sec. XIII                            |            |                                                 | Încărcați imagine | Raportați eroare |
| 64201.04                                 | Fortificația medievală de la Cernat - "Cetatea lui Ika" (Categorie: fortificație) (Tip: fortificație)                                              | sat Cernat, comuna Cernat                | Cetatea lui Ika           | sec. XIV                             |            |                                                 | Încărcați imagine | Raportați eroare |
| 64201.04.01                              | Fortificația medievală de la Cernat - "Cetatea lui Ika" / ansamblu anonim (Categorie: fortificație) (Tip: Fortificație)                            | sat Cernat, comuna Cernat                | Cetatea lui Ika           | sec. XIV                             |            |                                                 | Încărcați imagine | Raportați eroare |
| 64201.04.02                              | Fortificația medievală de la Cernat - "Cetatea lui Ika" / ansamblu anonim (Categorie: fortificație) (Tip: Descoperire)                             | sat Cernat, comuna Cernat                | Cetatea lui Ika           |                                      |            |                                                 | Încărcați imagine | Raportați eroare |
| 64201.04.03                              | Fortificația medievală de la Cernat - "Cetatea lui Ika" / ansamblu anonim (Categorie: fortificație) (Tip: Descoperire)                             | sat Cernat, comuna Cernat                | Cetatea lui Ika           |                                      |            |                                                 | Încărcați imagine | Raportați eroare |
| 64201.05.01 (Cod LMI: CV-I-m-A-13056.03) | Situl arheologic de la Cernat - Vârful Ascuțit / ansamblu anonim (Categorie: locuire civilă) (Tip: Așezare)                                        | sat Cernat, comuna Cernat                | Vârful Ascuțit            | Cucuteni - Ariușd                    | 1962       |                                                 | Încărcați imagine | Raportați eroare |
| 64201.05.02 (Cod LMI: CV-I-m-A-13056.01) | Situl arheologic de la Cernat - Vârful Ascuțit / ansamblu anonim (Categorie: locuire civilă) (Tip: Fortificație)                                   | sat Cernat, comuna Cernat                | Vârful Ascuțit            |                                      | 1962       |                                                 | Încărcați imagine | Raportați eroare |
| 64201.05.03 (Cod LMI: CV-I-m-A-13056.02) | Situl arheologic de la Cernat - Vârful Ascuțit / ansamblu anonim (Categorie: locuire civilă) (Tip: Așezare)                                        | sat Cernat, comuna Cernat                | Vârful Ascuțit            | dacică sec.III -II Î.Chr             | 1962       |                                                 | Încărcați imagine | Raportați eroare |
| 64201.05.04 (Cod LMI: CV-I-m-A-13056.02) | Situl arheologic de la Cernat - Vârful Ascuțit / ansamblu anonim (Categorie: locuire civilă) (Tip: Așezare)                                        | sat Cernat, comuna Cernat                | Vârful Ascuțit            | dacică sec.I ă.Chr - I d.Chr.        | 1962       |                                                 | Încărcați imagine | Raportați eroare |
| 63410.02.02                              | Situl arheologic de la Chilieni / ansamblu anonim (Categorie: locuire civilă) (Tip: Așezare)                                                       | sat Chilieni, municipiul Sfântu Gheorghe |                           | Wietenberg                           |            |                                                 | Încărcați imagine | Raportați eroare |
| 63410.02.03                              | Situl arheologic de la Chilieni / ansamblu anonim (Categorie: locuire civilă) (Tip: Așezare)                                                       | sat Chilieni, municipiul Sfântu Gheorghe |                           | sec. XIII                            |            |                                                 | Încărcați imagine | Raportați eroare |
| 63410.02.03                              | Situl arheologic de la Chilieni / complex anonim (Categorie: locuire civilă) (Tip: locuință)                                                       | sat Chilieni, municipiul Sfântu Gheorghe |                           | sec. XIII                            |            |                                                 | Încărcați imagine | Raportați eroare |
| 63410.02.04                              | Situl arheologic de la Chilieni / ansamblu anonim (Categorie: locuire civilă) (Tip: Apeduct)                                                       | sat Chilieni, municipiul Sfântu Gheorghe |                           | Boian                                |            |                                                 | Încărcați imagine | Raportați eroare |
| 63410.02.01                              | Situl arheologic de la Chilieni / ansamblu anonim (Categorie: locuire civilă) (Tip: Așezare)                                                       | sat Chilieni, municipiul Sfântu Gheorghe |                           | Sântana de Mureș - Cerneahov sec. IV |            |                                                 | Încărcați imagine | Raportați eroare |
| 63410.02.01                              | Situl arheologic de la Chilieni / complex anonim (Categorie: locuire civilă) (Tip: locuință)                                                       | sat Chilieni, municipiul Sfântu Gheorghe |                           | Sântana de Mureș - Cerneahov sec.IV  |            |                                                 | Încărcați imagine | Raportați eroare |
| 63410.01.01 (Cod LMI: CV-II-m-A-13193)   | Situl arheologic medieval de la Chilieni - "Biserica unitariană" / ansamblu anonim (Categorie: locuire) (Tip: Biserică)                            | sat Chilieni, municipiul Sfântu Gheorghe | Biserica unitariană       | sec. XII - XIII                      |            | 45°50′18″N 25°48′12″E / 45.8384°N 25.80327°E    | Încărcați imagine | Raportați eroare |
| 63410.01.02 (Cod LMI: CV-II-m-A-13193)   | Situl arheologic medieval de la Chilieni - "Biserica unitariană" / ansamblu anonim (Categorie: locuire) (Tip: Necropolă de inhumație)              | sat Chilieni, municipiul Sfântu Gheorghe | Biserica unitariană       | sec. XII                             |            | 45°50′18″N 25°48′12″E / 45.8384°N 25.80327°E    | Încărcați imagine | Raportați eroare |
| 63483.01.01                              | Mormintele medievale de la Căpeni - "Köksukk" / ansamblu anonim (Categorie: locuire civilă) (Tip: Grup de morminte)                                | sat Căpeni, oraș Baraolt                 | Köksukk                   | sec. XI                              | 1972       |                                                 | Încărcați imagine | Raportați eroare |
| 63483.02.01                              | Situl arheologic de la Căpeni - "Mina de Cărbuni" / ansamblu anonim (Categorie: locuire civilă) (Tip: Așezare)                                     | sat Căpeni, oraș Baraolt                 | Mina de Cărbuni           |                                      |            |                                                 | Încărcați imagine | Raportați eroare |
| 63483.02.02                              | Situl arheologic de la Căpeni - "Mina de Cărbuni" / ansamblu anonim (Categorie: locuire civilă) (Tip: Așezare)                                     | sat Căpeni, oraș Baraolt                 | Mina de Cărbuni           |                                      |            |                                                 | Încărcați imagine | Raportați eroare |
| 63483.02.03                              | Situl arheologic de la Căpeni - "Mina de Cărbuni" / ansamblu anonim (Categorie: locuire civilă) (Tip: Așezare)                                     | sat Căpeni, oraș Baraolt                 | Mina de Cărbuni           | Sântana de Mureș - Cerneahov         |            |                                                 | Încărcați imagine | Raportați eroare |
| 63483.03.01                              | Așezarea geto-dacică de la Căpeni - "sat" / ansamblu anonim (Categorie: locuire civilă) (Tip: Așezare)                                             | sat Căpeni, oraș Baraolt                 | Sat                       |                                      |            |                                                 | Încărcați imagine | Raportați eroare |
| 64149.01.01                              | Așezarea Cucuteni - Ariușd de la Catalina / ansamblu anonim (Categorie: locuire civilă) (Tip: Așezare)                                             | sat Catalina, comuna Catalina            |                           | Cucuteni - Ariușd                    |            |                                                 | Încărcați imagine | Raportați eroare |
| 64149.01.02                              | Așezarea Cucuteni - Ariușd de la Catalina / ansamblu anonim (Categorie: locuire civilă) (Tip: Locuire)                                             | sat Catalina, comuna Catalina            |                           | Monteoru                             |            |                                                 | Încărcați imagine | Raportați eroare |
| 64149.02.01                              | Descoperirile geto-dacice de la Catalina - "Eleșteu" / ansamblu anonim (Categorie: locuire) (Tip: Locuire)                                         | sat Catalina, comuna Catalina            | Eleșteu                   | geto-dacică sec. I î.Chr - I d.Chr   |            |                                                 | Încărcați imagine | Raportați eroare |
| 64201.06.01                              | Situl arheologic de la Cernat - "Dâmbu Bisericii" / ansamblu anonim (Categorie: locuire civilă) (Tip: Așezare)                                     | sat Cernat, comuna Cernat                | Dâmbu Bisericii           | Cucuteni - Ariușd - B                |            |                                                 | Încărcați imagine | Raportați eroare |
| 64201.06.02                              | Situl arheologic de la Cernat - "Dâmbu Bisericii" / ansamblu anonim (Categorie: locuire civilă) (Tip: Așezare)                                     | sat Cernat, comuna Cernat                | Dâmbu Bisericii           | Coțofeni                             |            |                                                 | Încărcați imagine | Raportați eroare |
| 64201.06.03                              | Situl arheologic de la Cernat - "Dâmbu Bisericii" / ansamblu anonim (Categorie: locuire civilă) (Tip: Așezare)                                     | sat Cernat, comuna Cernat                | Dâmbu Bisericii           | geto-dacică sec.IV-III î.Chr.        |            |                                                 | Încărcați imagine | Raportați eroare |
| 64201.06.04                              | Situl arheologic de la Cernat - "Dâmbu Bisericii" / ansamblu anonim (Categorie: locuire civilă) (Tip: Așezare)                                     | sat Cernat, comuna Cernat                | Dâmbu Bisericii           | dacică sec.I î.hr. - I d.Chr.        |            |                                                 | Încărcați imagine | Raportați eroare |
| 64201.07                                 | Unelte preistorice de la Cernat - "Vârful cu mesteceni" (Categorie: descoperire izolată) (Tip: obiect izolat)                                      | sat Cernat, comuna Cernat                | Vârful cu mesteceni       |                                      |            |                                                 | Încărcați imagine | Raportați eroare |
| 64201.07.02                              | Unelte preistorice de la Cernat - "Vârful cu mesteceni" / ansamblu anonim (Categorie: descoperire izolată) (Tip: Așezare)                          | sat Cernat, comuna Cernat                | Vârful cu mesteceni       |                                      |            |                                                 | Încărcați imagine | Raportați eroare |
| 64201.08.01                              | Situl Cucuteni - Ariușd de la Cernat - "Satul lui Barta" / ansamblu anonim (Categorie: locuire) (Tip: Sit)                                         | sat Cernat, comuna Cernat                | Satul lui Barta           | Cucuteni - Ariușd                    |            |                                                 | Încărcați imagine | Raportați eroare |
| 64201.09.01                              | Situl arheologic de la Cernat - "Grădina lui Mirkács" / ansamblu anonim (Categorie: locuire civilă) (Tip: Așezare)                                 | sat Cernat, comuna Cernat                | Grădina lui Mirkács       | Cucuteni - Ariușd                    |            |                                                 | Încărcați imagine | Raportați eroare |
| 64201.09.02                              | Situl arheologic de la Cernat - "Grădina lui Mirkács" / ansamblu Mormânt de înhumație (Categorie: locuire civilă) (Tip: Mormânt)                   | sat Cernat, comuna Cernat                | Grădina lui Mirkács       | sec. IV                              |            |                                                 | Încărcați imagine | Raportați eroare |
| 64201.10.01                              | Situl arheologic de la Cernat - "Pământul lui Robert" / ansamblu anonim (Categorie: locuire civilă) (Tip: Așezare)                                 | sat Cernat, comuna Cernat                | Pământul lui Robert       | Cucuteni - Ariușd                    |            |                                                 | Încărcați imagine | Raportați eroare |
| 64201.10.02                              | Situl arheologic de la Cernat - "Pământul lui Robert" / ansamblu anonim (Categorie: locuire civilă) (Tip: Așezare)                                 | sat Cernat, comuna Cernat                | Pământul lui Robert       | Monteoru                             |            |                                                 | Încărcați imagine | Raportați eroare |
| 64201.10.03                              | Situl arheologic de la Cernat - "Pământul lui Robert" / ansamblu anonim (Categorie: locuire civilă) (Tip: Așezare)                                 | sat Cernat, comuna Cernat                | Pământul lui Robert       | Noua                                 |            |                                                 | Încărcați imagine | Raportați eroare |
| 64201.10.04                              | Situl arheologic de la Cernat - "Pământul lui Robert" / ansamblu anonim (Categorie: locuire civilă) (Tip: Așezare)                                 | sat Cernat, comuna Cernat                | Pământul lui Robert       | sec.II î.Chr.                        |            |                                                 | Încărcați imagine | Raportați eroare |
| 64201.10.05                              | Situl arheologic de la Cernat - "Pământul lui Robert" / ansamblu anonim (Categorie: locuire civilă) (Tip: Așezare)                                 | sat Cernat, comuna Cernat                | Pământul lui Robert       | sec. V-VI                            |            |                                                 | Încărcați imagine | Raportați eroare |
| 64201.11.01                              | Așezarea Sântana de Mureș de la Cernat - "Dealul Cruce" / ansamblu anonim (Categorie: locuire civilă) (Tip: Așezare)                               | sat Cernat, comuna Cernat                | Dealul Cruce              | Sântana de Mureș - Cerneahov sec. IV |            |                                                 | Încărcați imagine | Raportați eroare |
| 64201.12.01                              | Așezarea Cucuteni-Ariușd de la Cernat - "Hărăstuș' / ansamblu anonim (Categorie: locuire civilă) (Tip: Așezare)                                    | sat Cernat, comuna Cernat                | Dealul Hărăstuș           | Cucuteni - Ariușd                    |            |                                                 | Încărcați imagine | Raportați eroare |
| 64201.13                                 | Cetatea medievală de la Cernat - "Cetatea ciuntită" (Categorie: locuire civilă) (Tip: cetate)                                                      | sat Cernat, comuna Cernat                | Cetatea ciuntită          |                                      |            |                                                 | Încărcați imagine | Raportați eroare |
| 64201.13.01                              | Cetatea medievală de la Cernat - "Cetatea ciuntită" / ansamblu anonim (Categorie: locuire civilă) (Tip: Cetate)                                    | sat Cernat, comuna Cernat                | Cetatea ciuntită          |                                      |            |                                                 | Încărcați imagine | Raportați eroare |
| 64201.14.01                              | Așezarea medievală timpurie de la Cernat / ansamblu anonim (Categorie: locuire civilă) (Tip: Așezare)                                              | sat Cernat, comuna Cernat                |                           | sec. XI-XII                          |            |                                                 | Încărcați imagine | Raportați eroare |
| 64201.14.01                              | Așezarea medievală timpurie de la Cernat / complex anonim (Categorie: locuire civilă) (Tip: bordei)                                                | sat Cernat, comuna Cernat                |                           | sec.XI-XII                           |            |                                                 | Încărcați imagine | Raportați eroare |
| 64201.15.01                              | Situl arheologic de la Cernat - Biró Laszlo / ansamblu anonim (Categorie: locuire civilă) (Tip: Așezare)                                           | sat Cernat, comuna Cernat                |                           | Starčevo - Criș                      |            |                                                 | Încărcați imagine | Raportați eroare |
| 64201.15.02                              | Situl arheologic de la Cernat - Biró Laszlo / ansamblu anonim (Categorie: locuire civilă) (Tip: Așezare)                                           | sat Cernat, comuna Cernat                |                           |                                      |            |                                                 | Încărcați imagine | Raportați eroare |
| 64201.15.03                              | Situl arheologic de la Cernat - Biró Laszlo / ansamblu anonim (Categorie: locuire civilă) (Tip: Așezare)                                           | sat Cernat, comuna Cernat                |                           |                                      |            |                                                 | Încărcați imagine | Raportați eroare |
| 64201.15.04                              | Situl arheologic de la Cernat - Biró Laszlo / ansamblu anonim (Categorie: locuire civilă) (Tip: Așezare)                                           | sat Cernat, comuna Cernat                |                           | Sântana de Mureș - Cerneahov         |            |                                                 | Încărcați imagine | Raportați eroare |
| 64201.16.01 (Cod LMI: CV-II-a-A-13169)   | Asezarea medievală de la Cernat - "Conacul Domokos" / ansamblu anonim (Categorie: locuire civilă) (Tip: Așezare)                                   | sat Cernat, comuna Cernat                | Conacul Domokos           | sec. VIII-X                          |            | 45°57′57″N 26°01′23″E / 45.965904°N 26.023068°E | Încărcați imagine | Raportați eroare |
| 64201.16.02 (Cod LMI: CV-II-a-A-13169)   | Asezarea medievală de la Cernat - "Conacul Domokos" / ansamblu anonim (Categorie: locuire civilă) (Tip: Așezare)                                   | sat Cernat, comuna Cernat                | Conacul Domokos           | sec. XI-XII                          |            | 45°57′57″N 26°01′23″E / 45.965904°N 26.023068°E | Încărcați imagine | Raportați eroare |
| 64201.16.03 (Cod LMI: CV-II-a-A-13169)   | Asezarea medievală de la Cernat - "Conacul Domokos" / ansamblu anonim (Categorie: locuire civilă) (Tip: Așezare)                                   | sat Cernat, comuna Cernat                | Conacul Domokos           | sec. XIII-XIV                        |            | 45°57′57″N 26°01′23″E / 45.965904°N 26.023068°E | Încărcați imagine | Raportați eroare |
| 64201.17.01                              | Situl Wietenberg de la Cernat / ansamblu anonim (Categorie: locuire) (Tip: Locuire)                                                                | sat Cernat, comuna Cernat                | Grădina conacului Domokos | Wietenberg - târzie                  |            |                                                 | Încărcați imagine | Raportați eroare |
| 64201.19.01                              | Așezarea geto-dacică de la Cernat - "Biserica Reformată" / ansamblu anonim (Categorie: locuire civilă) (Tip: Așezare)                              | sat Cernat, comuna Cernat                | Biserica Reformată        | dacică                               | 1998       | 45°57′48″N 26°01′34″E / 45.96343°N 26.02612°E   | Încărcați imagine | Raportați eroare |
| 64201.19.02                              | Așezarea geto-dacică de la Cernat - "Biserica Reformată" / ansamblu anonim (Categorie: locuire civilă) (Tip: Așezare)                              | sat Cernat, comuna Cernat                | Biserica Reformată        | Cucuteni - Ariușd                    | 1998       | 45°57′48″N 26°01′34″E / 45.96343°N 26.02612°E   | Încărcați imagine | Raportați eroare |
| 64247.01.01                              | Mormântul medieval de la Chichiș / ansamblu anonim (Categorie: descoperire funerară) (Tip: Mormânt)                                                | sat Chichiș, comuna Chichiș              | Pod                       | sec. XIII                            |            |                                                 | Încărcați imagine | Raportați eroare |
| 64247.02.01                              | Situl preistoric de la Chichiș - "Între Anini" / ansamblu anonim (Categorie: locuire) (Tip: Locuire)                                               | sat Chichiș, comuna Chichiș              | Între Anini               |                                      |            |                                                 | Încărcați imagine | Raportați eroare |
| 64247.02.02                              | Situl preistoric de la Chichiș - "Între Anini" / ansamblu anonim (Categorie: locuire) (Tip: Așezare)                                               | sat Chichiș, comuna Chichiș              | Între Anini               | Cucuteni - Ariușd                    |            |                                                 | Încărcați imagine | Raportați eroare |
| 63535.02                                 | Situl arheologic de la Covasna (Categorie: locuire) (Tip: locuire)                                                                                 | oraș Covasna                             |                           |                                      |            |                                                 | Încărcați imagine | Raportați eroare |
| 63535.02.03                              | Situl arheologic de la Covasna / ansamblu anonim (Categorie: locuire) (Tip: Așezare)                                                               | oraș Covasna                             |                           |                                      |            |                                                 | Încărcați imagine | Raportați eroare |
| 63535.02.01                              | Situl arheologic de la Covasna / ansamblu anonim (Categorie: locuire) (Tip: Așezare)                                                               | oraș Covasna                             |                           |                                      |            |                                                 | Încărcați imagine | Raportați eroare |
| 63535.02.02                              | Situl arheologic de la Covasna / ansamblu anonim (Categorie: locuire) (Tip: Așezare)                                                               | oraș Covasna                             |                           |                                      |            |                                                 | Încărcați imagine | Raportați eroare |
| 63535.02.04                              | Situl arheologic de la Covasna / ansamblu anonim (Categorie: locuire) (Tip: mormânt)                                                               | oraș Covasna                             |                           |                                      |            |                                                 | Încărcați imagine | Raportați eroare |
| 63535.02.05                              | Situl arheologic de la Covasna / ansamblu anonim (Categorie: locuire) (Tip: Așezare)                                                               | oraș Covasna                             |                           | Boian - Giulești                     |            |                                                 | Încărcați imagine | Raportați eroare |
| 63535.02.06                              | Situl arheologic de la Covasna / ansamblu anonim (Categorie: locuire) (Tip: Așezare)                                                               | oraș Covasna                             |                           |                                      |            |                                                 | Încărcați imagine | Raportați eroare |
| 63535.02.07                              | Situl arheologic de la Covasna / ansamblu anonim (Categorie: locuire) (Tip: Așezare)                                                               | oraș Covasna                             |                           | dacică                               |            |                                                 | Încărcați imagine | Raportați eroare |
| 63535.02.08                              | Situl arheologic de la Covasna / ansamblu Tezaur de monede romane (Categorie: locuire) (Tip: tezaur)                                               | oraș Covasna                             |                           |                                      |            |                                                 | Încărcați imagine | Raportați eroare |
| 63429.01.01                              | Situl arheologic de la Coșeni / ansamblu anonim (Categorie: locuire civilă) (Tip: Așezare)                                                         | sat Coșeni, municipiul Sfântu Gheorghe   |                           |                                      |            |                                                 | Încărcați imagine | Raportați eroare |
| 63429.01.02                              | Situl arheologic de la Coșeni / ansamblu anonim (Categorie: locuire civilă) (Tip: Așezare)                                                         | sat Coșeni, municipiul Sfântu Gheorghe   |                           | sec. VIII                            |            |                                                 | Încărcați imagine | Raportați eroare |
| 63429.01.02                              | Situl arheologic de la Coșeni / complex anonim (Categorie: locuire civilă) (Tip: bordei)                                                           | sat Coșeni, municipiul Sfântu Gheorghe   |                           | sec. VIII                            |            |                                                 | Încărcați imagine | Raportați eroare |
| 63429.02.01                              | Situl arheologic de la Coșeni / ansamblu anonim (Categorie: locuire civilă) (Tip: Așezare)                                                         | sat Coșeni, municipiul Sfântu Gheorghe   |                           | Wietenberg                           |            |                                                 | Încărcați imagine | Raportați eroare |
| 63429.02.01                              | Situl arheologic de la Coșeni / complex anonim (Categorie: locuire civilă) (Tip: cuptor)                                                           | sat Coșeni, municipiul Sfântu Gheorghe   |                           | Wietenberg                           |            |                                                 | Încărcați imagine | Raportați eroare |
| 63429.02.02                              | Situl arheologic de la Coșeni / ansamblu anonim (Categorie: locuire civilă) (Tip: Așezare)                                                         | sat Coșeni, municipiul Sfântu Gheorghe   |                           | Sântana de Mureș - Cerneahov         |            |                                                 | Încărcați imagine | Raportați eroare |
| 63429.03.01                              | Locuirea hallstattiană de la Coșeni / ansamblu anonim (Categorie: locuire) (Tip: Locuire)                                                          | sat Coșeni, municipiul Sfântu Gheorghe   |                           |                                      |            |                                                 | Încărcați imagine | Raportați eroare |
| 63410.04.01                              | Necropola geto-dacică de la Chilieni / ansamblu anonim (Categorie: descoperire funerară) (Tip: Necropolă de incinerație)                           | sat Chilieni, municipiul Sfântu Gheorghe |                           | geto-dacică sec. I a.Ghr. - I p.Chr. |            |                                                 | Încărcați imagine | Raportați eroare |
| 64844.02.01                              | Situl arheologic de la Cașinu Mic - "Polyvár" / ansamblu anonim (Categorie: locuire civilă) (Tip: Așezare)                                         | sat Cașinu Mic, comuna Sânzieni          | Polyvár                   | Cucuteni - Ariușd                    |            |                                                 | Încărcați imagine | Raportați eroare |
| 64844.02.02                              | Situl arheologic de la Cașinu Mic - "Polyvár" / ansamblu anonim (Categorie: locuire civilă) (Tip: Așezare)                                         | sat Cașinu Mic, comuna Sânzieni          | Polyvár                   | Schneckenberg                        |            |                                                 | Încărcați imagine | Raportați eroare |
| 64844.03.01                              | Așezarea geto-dacică de la Cașinu Mic - "Perkö" / ansamblu anonim (Categorie: locuire civilă) (Tip: Așezare)                                       | sat Cașinu Mic, comuna Sânzieni          | Perkö                     | geto-dacică sec. I î.Chr. - I d.Chr. |            |                                                 | Încărcați imagine | Raportați eroare |
| 63704.01.01                              | Depozitul roman de bare de aur de la Crasna / ansamblu anonim (Categorie: depozit/tezaur) (Tip: Depozit)                                           | sat Crasna, comuna Sita Buzăului         |                           | romană                               |            |                                                 | Încărcați imagine | Raportați eroare |
| 64933.01                                 | Celtul de la Câlnic (Categorie: descoperire izolată) (Tip: obiect izolat)                                                                          | sat Calnic, comuna Valea Crișului        |                           |                                      |            |                                                 | Încărcați imagine | Raportați eroare |
| 64933.02.01                              | Așezarea geto-dacică de la Câlnic - "Valea Mare" / ansamblu anonim (Categorie: locuire civilă) (Tip: Așezare)                                      | sat Calnic, comuna Valea Crișului        | Valea Mare                | geto-dacică                          |            |                                                 | Încărcați imagine | Raportați eroare |
| 64933.03.01                              | Biserica catolică din Câlnic / ansamblu anonim (Categorie: structură de cult/religioasă) (Tip: Biserică)                                           | sat Calnic, comuna Valea Crișului        |                           |                                      |            |                                                 | Încărcați imagine | Raportați eroare |
| 64933.04.01                              | Așezarea Starčevo - Criș de la Câlnic - "Gaz Metan I" / ansamblu anonim (Categorie: locuire civilă) (Tip: Așezare)                                 | sat Calnic, comuna Valea Crișului        | Gaz Metan I               | Starčevo - Criș                      |            |                                                 | Încărcați imagine | Raportați eroare |
| 64933.05.01                              | Așezarea Starčevo - Criș de la Câlnic - "Gaz Metan II" / ansamblu anonim (Categorie: locuire civilă) (Tip: Așezare)                                | sat Calnic, comuna Valea Crișului        | Gaz Metan II              | Starčevo - Criș                      |            |                                                 | Încărcați imagine | Raportați eroare |
| 63535.03.01                              | Așezarea Boian de la Covasna-Izvorul Arpad / ansamblu anonim (Categorie: locuire civilă) (Tip: Așezare)                                            | oraș Covasna                             | Izvorul Arpad             | Boian                                |            |                                                 | Încărcați imagine | Raportați eroare |
| 63535.04                                 | Topoare eneolitice la Covasna-curtea lui Samuil Vajna (Categorie: descoperire izolată) (Tip: obiect izolat)                                        | oraș Covasna                             | Curtea lui Samuil Vajna   |                                      |            |                                                 | Încărcați imagine | Raportați eroare |
| 64201.18.01 (Cod LMI: CV-I-s-A-13055)    | Ruinele bisericii romanice de la Cernat / ansamblu anonim (Categorie: construcție de cult) (Tip: biserică)                                         | sat Cernat, comuna Cernat                | Grădina Sfântă            | sec. XIII                            | 1998       |                                                 | Încărcați imagine | Raportați eroare |
| 64201.20.01                              | Așezare Cucuteni - Ariușd de la Cernat / ansamblu anonim (Categorie: locuire) (Tip: așezare)                                                       | sat Cernat, comuna Cernat                |                           | Cucuteni-Ariușd                      | 1961       |                                                 | Încărcați imagine | Raportați eroare |
| 63483.06.01                              | Tezaurul monetar de la Căpeni / ansamblu anonim (Categorie: decoperire monetară) (Tip: tezaur)                                                     | sat Căpeni, oraș Baraolt                 |                           | sec. XVII-XVIII                      | 1963       |                                                 | Încărcați imagine | Raportați eroare |
| 64149.04.01                              | Descoperirile de la Catalina / ansamblu Topor neolitic (Categorie: obiect izolat)                                                                  | sat Catalina, comuna Catalina            |                           |                                      |            |                                                 | Încărcați imagine | Raportați eroare |
| 64149.04.02                              | Descoperirile de la Catalina / ansamblu anonim (Categorie: obiect izolat)                                                                          | sat Catalina, comuna Catalina            |                           | Monteoru                             |            |                                                 | Încărcați imagine | Raportați eroare |
| 63535.05.01                              | Situl arheologic de la Covasna - Vârful Leului Sărat / ansamblu anonim (Categorie: locuire militară) (Tip: fortificație)                           | oraș Covasna                             | Vârful Leului Sărat       |                                      |            |                                                 | Încărcați imagine | Raportați eroare |
| 63535.06.01                              | Situl arheologic de la Covasna - "Pârâul Miska" / ansamblu anonim (Categorie: locuire militară) (Tip: locuinta)                                    | oraș Covasna                             | Pârâul Miska              |                                      | 1942       |                                                 | Încărcați imagine | Raportați eroare |